# Ed Jones (Footballspieler)
Edward Lee „Ed“ Jones (* 23. Februar 1951 in Jackson, Tennessee, USA; Spitzname: Too Tall) ist ein ehemaliger American-Football-Spieler in der National Football League (NFL). Er spielte als Defensive End bei den Dallas Cowboys. 

## Spielerlaufbahn

### Collegekarriere
Jones besuchte in seiner Geburtsstadt die High School. Nach seinem Schulabschluss studierte er an der Tennessee State University und spielte dort Basketball und American Football. Nach zwei Studienjahren lief er nur noch für die Footballmannschaft seines Colleges auf. Seinen Spitznamen hat er seiner Körpergröße von 206 cm zu verdanken.

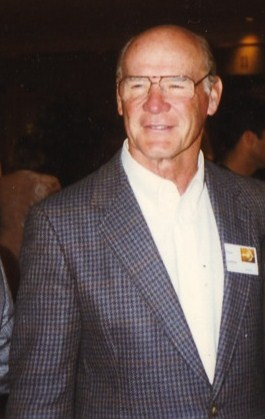
Tom Landry

### Spielerkarriere
Ed Jones wurde 1974 von den Dallas Cowboys in der ersten Runde an erster Stelle gedraftet. Die Cowboys wurden von dem Abwehrspezialisten Tom Landry trainiert, dem der ehemalige Defensive Tackle und Mitglied in der Pro Football Hall of Fame Ernie Stautner als Assistenztrainer für die Defense der Mannschaft zur Seite stand. Die Mannschaft der Cowboys hatte eine der gefürchtetsten Abwehrreihen der NFL. Sie ging als „Doomsday Defense“ in die NFL Geschichte ein. Jones konnte sich nahtlos in die Defense des Teams einfügen, in der bereits Spieler wie Bob Lilly, Ralph Neely oder Harvey Martin spielten. In seinem zweiten Spieljahr bei der Mannschaft aus Dallas konnte sich Jones als Starter etablieren. Im gleichen Jahr zog er mit dem Team in den Super Bowl ein. Der Super Bowl X ging gegen die Pittsburgh Steelers mit 17:21 verloren. Jones kam als Starter zum Einsatz.
In der Saison 1977 konnten sich die Cowboys dann im Super Bowl XII gegen die Denver Broncos mit 27:10 durchsetzen. Erneut lief Jones in der Stammformation der Cowboys auf. Im folgenden Jahr gelang Jones der dritte Einzug in den Super Bowl. Die Steelers konnten sich allerdings erneut gegen die Cowboys durchsetzen, sie gewannen den Super Bowl XIII mit 35:31.
Nach der Spielrunde 1978 zog sich Jones vom Footballsport zurück und wurde professioneller Boxer. Er kämpfte als Schwergewichtsboxer überwiegend gegen Nachwuchsboxer, konnte aber auch den mexikanischen Schwergewichtsmeister Fernando Montes durch K. o. besiegen. Nach einem Jahr als Boxer kehrte er zu den Cowboys zurück. 
1989 beendete Too Tall Jones seine Spielerlaufbahn. Er konnte mit seiner Mannschaft zehnmal in die Play-offs einziehen. Jones spielte 224 mal für die Cowboys, davon 203 mal als Starter. Er ist damit Rekordhalter für das texanische Footballteam. Wie Bill Bates und Mark Tuinei lief er 15 Jahre für die Cowboys auf. Mit seinen 106 erzielten Sacks steht er an dritter Stelle der Dallas Cowboys Bestenliste.

## Ehrungen
Ed Jones wurde fünfmal zum All-Pro gewählt und spielte dreimal im Pro Bowl, dem Abschlussspiel der besten Spieler einer Saison.

## Abseits der NFL
Too Tall Jones trat bereits während seiner Laufbahn in kleineren Film- und Fernsehrollen auf und wirkte in Fernsehshows mit, z. B. in Eine schrecklich nette Familie (Staffel 6, Folge 15 – Der Werbespot). 